# Ascolto dicotico
L'ascolto dicotico è una tecnica di analisi delle funzioni cognitive e cerebrali utilizzata in psicologia e in neuroscienze per lo studio delle asimmetrie emisferiche, dell'attenzione e della coscienza. Consiste nella presentazione in cuffia di due stimoli acustici simultanei e diversi, uno all'orecchio destro e l'altro al sinistro.

## Descrizione
In caso di stimoli verbali (per esempio la sillaba /da/ all'orecchio destro e /ba/ al sinistro) si è osservato che i soggetti destrimani a cui viene chiesto di ripetere lo stimolo meglio percepito tendono a riportare più frequentemente quello presentato all'orecchio destro, mentre viceversa avviene per gli stimoli non verbali (per esempio toni musicali).
Questo comportamento si ritiene riflettere sia la specializzazione emisferica cerebrale sia la struttura delle vie uditive.
I due emisferi hanno competenze di elaborazione dell'informazione diverse e fra le maggiori differenze si notano proprio quelle linguistico-verbali, prevalenti nell'emisfero sinistro, e quelle musicali, prevalenti nell'emisfero destro. Si ritiene che una causa di queste differenze sia nella struttura fisica dello stimolo: negli stimoli verbali l'informazione è veicolata prevalentemente nella dimensione temporale, in quelli musicali in quella spettrale. Le reti neurali dei due emisferi avrebbero affinità specifiche per le due dimensioni.
Le vie uditive connettono ogni orecchio con la corteccia uditiva controlaterale e in misura minore con quella ipsilaterale. Studi di neuroimaging hanno mostrato che durante l'ascolto dicotico di stimoli con contenuto spettrale simile, la via controlaterale, oltre a essere prevalente, inibisce quella ipsilaterale. Questo fa sì che ciascuno dei due stimoli che costituiscono la coppia dicotica raggiunga solo la sua corteccia uditiva controlaterale.
Naturalmente dopo pochi millisecondi il corpo calloso provvede a trasferire l'informazione anche all'altro emisfero. Per questa ragione sono stati testati pazienti split brain (cioè con corpo calloso reciso) in cui la lateralizzazione dell'informazione è molto più evidente. Infatti, se nei soggetti sani uno stimolo dicotico composto dalle sillabe /ta/ presentata all'orecchio sinistro e /pa/ presentata all'orecchio destro verrà riportata la sillaba /pa/ come unica percepita in una percentuale che varia fra il 60 e il 90% dei casi, nei pazienti split brain la sillaba /ta/ verrà completamente ignorata e verrà riportata la sillaba /pa/ nel 100% dei casi.